# Jerzy Wawszczak
Jerzy Andrzej Wawszczak (ur. 6 sierpnia 1943 w Jaśle) – polski inżynier i wykładowca akademicki, wojewoda płocki (1990–1994).

## Życiorys
W 1961 ukończył Liceum Ogólnokształcące im. Bolesława Chrobrego w Leżajsku. W 1968 ukończył studia z dziedziny inżynierii materiałowej na Politechnice Warszawskiej, a w 1981 uzyskał stopień doktora w zakresie nauk technicznych. Pracował w Zakładach Doświadczalnych Półprzewodników „TEWA”, a następnie w Petrochemii oraz jako wykładowca filii Politechniki Warszawskiej w Płocku. W latach 1980–1981 działał w strukturach płockiej NSZZ „Solidarność”. Pod koniec lat 80. pełnił obowiązki prezesa płockiego KIK. W 1990 uzyskał nominację na pierwszego solidarnościowego wojewodę płockiego (został odwołany w 1994 w okresie rządów koalicji SLD-PSL). W latach 90. był wykładowcą Szkoły Wyższej im. Pawła Włodkowica, a także jej prorektorem. Był także adiunktem w Instytucie Inżynierii Mechanicznej Wydziału Budownictwa, Mechaniki i Petrochemii Szkoły Nauk Społecznych i Technicznych w Płocku.
W 1998 otrzymał Złoty Krzyż Zasługi.